# Senhora do Destino
Senhora do Destino és una telenovela brasilera que va ser produïda i emesa per Rede Globo del 28 de juny de 2004 a l'11 de març de 2005, amb un total de 221 capítols. Substituint Celebridade i substituït per Amèrica. Escrit per Aguinaldo Silva amb la col·laboració de Filipe Miguez, Gloria Barreto, Maria Elisa Berredo i Nelson Nadotti. Dirigit per Luciano Sabino, Marco Rodrigo, Claudio Boeckel, amb la direcció general i fonamental de Wolf Maya. Nazaré Tedesco, el personatge de Renata Sorrah, és el gran dolent de la trama i va entrar en la història del drama televisiu brasiler com un dels dolents més coneguts i cruels de les telenovel·les brasileres.
Destacats Suzana Vieira, José Wilker, Carolina Dieckmann, Eduardo Moscovis, Letícia Spiller, José Mayer, Leonardo Vieira, Débora Falabella, Marcello Antony, Dan Stulbach, Tania Khalill, Carol Castro, Dado Dolabella, Marília Gabriela, José de Abreu, Leandra Leal i Renata Sorrah en papers principals.